# Wage Rudolf Supratman
Wage Rudolf Supratman né le 9 mars 1903 et mort le 17 août 1938 à Surabaya, est un journaliste et auteur-compositeur indonésien. Il a écrit à la fois les paroles et la mélodie de l'hymne national de l'Indonésie, Indonesia Raya.

## Biographie
Le père de W.R. Soepratman était le sergent Djoemeno Senen Sastrosoehardjo, un soldat de la KNIL, et sa mère était Siti Senen. Soepratman est né Wage le 9 mars 1903 à Somongari, Purworejo. Plusieurs mois plus tard, son père ajouta Soepratman à son nom et expliqua qu'il était né à Meester Cornelis, Batavia. Soepratman était le septième de neuf enfants. Son frère aîné était Rukiyem Supratiyah van Eldik.
À l'âge de 6 ans, il entre à l'école primaire Budi Utomo à Cimahi. Après la retraite de son père, Wage suivit sa sœur Rukiyem à Makassar, où il commença à fréquenter une Europeesche Lagere School (ELS) en 1914. It was then when Rudolf was added to his name, so that his rights would be equal to the Dutch. Cependant, on lui a demandé de quitter l'école après qu'il a été révélé qu'il n'était pas d'origine européenne. Il a poursuivi ses études dans une école de langue malaise. De retour chez lui, il apprend à jouer de la guitare et du violon. Son beau-frère, van Eldik, lui a offert un violon comme cadeau de dix-septième anniversaire en 1920. Après avoir obtenu son diplôme de l'école de langue malaise en 1917, Wage a suivi des cours de néerlandais et a obtenu son diplôme en 1919. Il a poursuivi ses études à l'école normale ou au collège des enseignants et est devenu enseignant auxiliaire à Makassar après avoir obtenu son diplôme.
En 1920, lui et van Eldik fondent un groupe de style jazz, appelé Black&White. Il jouait du violon. Ils se sont produits lors de mariages et de fêtes d'anniversaire à Makassar.
À partir de juillet 1933, Wage commença à se sentir mal. Puis en novembre 1933, il démissionne de son poste de journaliste du Sin Po et s'installe d'abord à Cimahi, puis à Palembang, et enfin à Surabaya. Le 17 août 1938, il mourut à 01h00 et fut enterré à Kenjeran, Surabaya. Le 13 mars 1956, sa dépouille est transférée au cimetière de Tambak Segaran Wetan.